# Villefort (Lozère)
Pour les articles homonymes, voir Villefort.
Villefort est une commune française, située dans l'est du département de la Lozère en région Occitanie.
Incluse dans les Cévennes, la commune possède un patrimoine naturel remarquable composé de quatre zones naturelles d'intérêt écologique, faunistique et floristique.
Villefort est une commune rurale qui compte 617 habitants en 2022, après avoir connu un pic de population de 1 943 habitants en 1866. Ses habitants sont appelés les Villefortais ou Villefortaises.

## Géographie
Villefort se trouve à 1h de trajet de la ville de Mende (préfecture du département) ainsi que de la ville d'Alès (plus grande ville à proximité qui se situe dans le Gard).
Les locaux ont pour habitude de se déplacer jusqu'à la ville des Vans dans l'Ardèche (30 min) pour avoir accès à plus de commodités.

### Description
Villefort, à l'entrée des gorges de l'Altier, est un calme centre de villégiature des Cévennes lozériennes. Il se situe sur l'ancien chemin de Regordane, au pied du mont Lozère, fief des Châteauneuf de Randon puis des barons du Tournel. Village très touristique durant la période estivale, Villefort est dans la zone périphérique du parc national des Cévennes.
Elle est traversée par la Chemin de Regordane, dite chemin de Saint-Gilles (GR 700), un sentier de grande randonnée qui constitue le tronçon cévenol de la route qui reliait l’Île-de-France au Bas Languedoc et à la Méditerranée avant que la vallée du Rhône ne s'ouvre, politiquement parlant, vers le XIVe siècle. Il coupe par le col de Villefort entre le Mont Lozère à l'ouest et le Mas de l'Aire à l'est.

### Communes limitrophes
Les communes limitrophes sont  Concoules, Pied-de-Borne, Pourcharesses, Prévenchères et Saint-André-Capcèze.
|               | Prévenchères        |               |
| Pourcharesses | Villefort           | Pied-de-Borne |
|               | Saint-André-Capcèze |               |

### Hydrographie
La rivière Altier traverse la commune de Villefort. Le barrage de l'Altier, situé sur la commune, a créé le lac de Villefort dont une branche va vers le nord sur la commune de Pourcharesses, et l'autre branche remonte l'Altier vers l'ouest, également sur la commune de Pourcharesses.
La commune est également  drainée par le ruisseau de Paillère et par divers autres petits cours d'eau.

### Climat
Pour des articles plus généraux, voir Climat de l'Occitanie et Climat de la Lozère.
En 2010, le climat de la commune est de type climat des marges montargnardes, selon une étude s'appuyant sur une série de données couvrant la période 1971-2000. En 2020, Météo-France publie une typologie des climats de la France métropolitaine dans laquelle la commune est exposée à un climat de montagne ou de marges de montagne et est dans la région climatique Sud-est du Massif Central, caractérisée par une pluviométrie annuelle de 1 000 à 1 500 mm, minimale en été, maximale en automne.
Pour la période 1971-2000, la température annuelle moyenne est de 10,2 °C, avec une amplitude thermique annuelle de 16,3 °C. Le cumul annuel moyen de précipitations est de 1 671 mm, avec 9,2 jours de précipitations en janvier et 5,1 jours en juillet. Pour la période 1991-2020, la température moyenne annuelle observée sur la station météorologique installée sur la commune est de 11,8 °C et le cumul annuel moyen de précipitations est de 1 888,9 mm,. Pour l'avenir, les paramètres climatiques de la commune estimés pour 2050 selon différents scénarios d'émission de gaz à effet de serre sont consultables sur un site dédié publié par Météo-France en novembre 2022.
| Mois                                  | jan.             | fév.           | mars           | avril         | mai           | juin          | jui.           | août          | sep.          | oct.          | nov.          | déc.            | année      |
| ------------------------------------- | ---------------- | -------------- | -------------- | ------------- | ------------- | ------------- | -------------- | ------------- | ------------- | ------------- | ------------- | --------------- | ---------- |
| Température minimale moyenne (°C)     | 0,1              | 0,2            | 2,8            | 5             | 8,4           | 11,9          | 14             | 13,7          | 10,6          | 7,6           | 3,8           | 1               | 6,6        |
| Température moyenne (°C)              | 4,1              | 4,8            | 8              | 10,4          | 14,1          | 18            | 20,6           | 20,3          | 16,1          | 12,1          | 7,7           | 4,9             | 11,8       |
| Température maximale moyenne (°C)     | 8,1              | 9,4            | 13,2           | 15,7          | 19,8          | 24,1          | 27,2           | 27            | 21,7          | 16,5          | 11,6          | 8,8             | 16,9       |
| Record de froid (°C) date du record   | −15,5 16.01.1985 | −14 10.02.1986 | −13,4 01.03.05 | −4,1 08.04.21 | −0,9 07.05.19 | 2 07.06.1989  | 6,7 03.07.1996 | 5 29.08.1998  | 1 20.09.1977  | −4,8 26.10.03 | −9 27.11.1985 | −11,9 15.12.01  | −15,5 1985 |
| Record de chaleur (°C) date du record | 21,1 20.01.07    | 24,8 27.02.19  | 25,4 17.03.14  | 28,5 29.04.05 | 31,3 29.05.01 | 39,8 28.06.19 | 38 06.07.1982  | 39,3 23.08.23 | 32,9 17.09.19 | 30,1 02.10.11 | 22,9 10.11.15 | 21,2 21.12.1987 | 39,8 2019  |
| Précipitations (mm)                   | 154,8            | 104,1          | 109,9          | 164,9         | 144,7         | 85,6          | 52,4           | 67,7          | 203,4         | 283,2         | 325,9         | 192,3           | 1 888,9    |

### Milieux naturels et biodiversité

#### Espaces protégés
La protection réglementaire est le mode d’intervention le plus fort pour préserver des espaces naturels remarquables et leur biodiversité associée,.
Dans ce cadre, la commune fait partie de l'aire d'adhésion du Parc national des Cévennes. Ce  parc national, créé en 1967, est un territoire de moyenne montagne formé de cinq entités géographiques : le massif de l'Aigoual, le causse Méjean avec les gorges du Tarn et de la Jonte, le mont Lozère, les vallées cévenoles ainsi que le piémont cévenol.
La commune fait également partie de la zone de transition des Cévennes, un territoire d'une superficie de 116 032 ha reconnu réserve de biosphère par l'UNESCO en 1985 pour la mosaïque de milieux naturels qui la composent et qui abritent une biodiversité exceptionnelle, avec 2 400 espèces animales, 2 300 espèces de plantes à fleurs et de fougères, auxquelles s’ajoutent d’innombrables mousses, lichens, champignons,.

#### Zones naturelles d'intérêt écologique, faunistique et floristique
L’inventaire des zones naturelles d'intérêt écologique, faunistique et floristique (ZNIEFF) a pour objectif de réaliser une couverture des zones les plus intéressantes sur le plan écologique, essentiellement dans la perspective d’améliorer la connaissance du patrimoine naturel national et de fournir aux différents décideurs un outil d’aide à la prise en compte de l’environnement dans l’aménagement du territoire.
Une ZNIEFF de type 1 est recensée sur la commune :
la « tourbière de la Cham des Balmelles » (124 ha), couvrant 2 communes du département et trois ZNIEFF de type 2, :
- les « gorges du Chazesac, de la Borne et de l'Altier » (5 809 ha), couvrant 7 communes dont deux dans le Gard et cinq dans la Lozère[14] ;
- le « massif du Mont Lozère » (40 064 ha), couvrant 22 communes dont trois dans le Gard et 19 dans la Lozère[15] ;
- les « vallées amont de la Cèze et de la Ganière » (10 752 ha), couvrant 11 communes dont neuf dans le Gard et deux dans la Lozère[16].

Cartes des ZNIEFF de type 1 et 2 à Villefort.
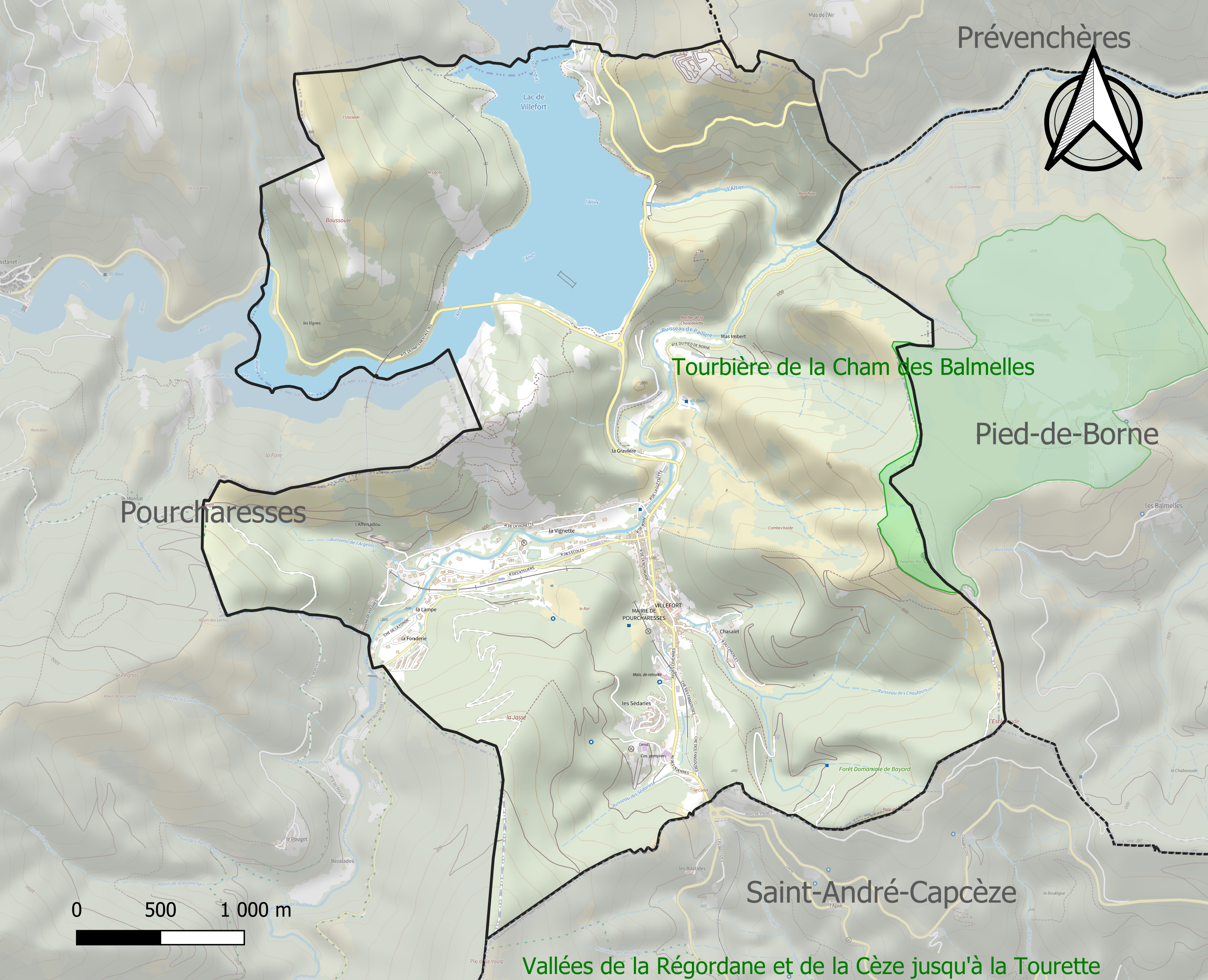
Carte de la ZNIEFF de type 1 sur la commune.
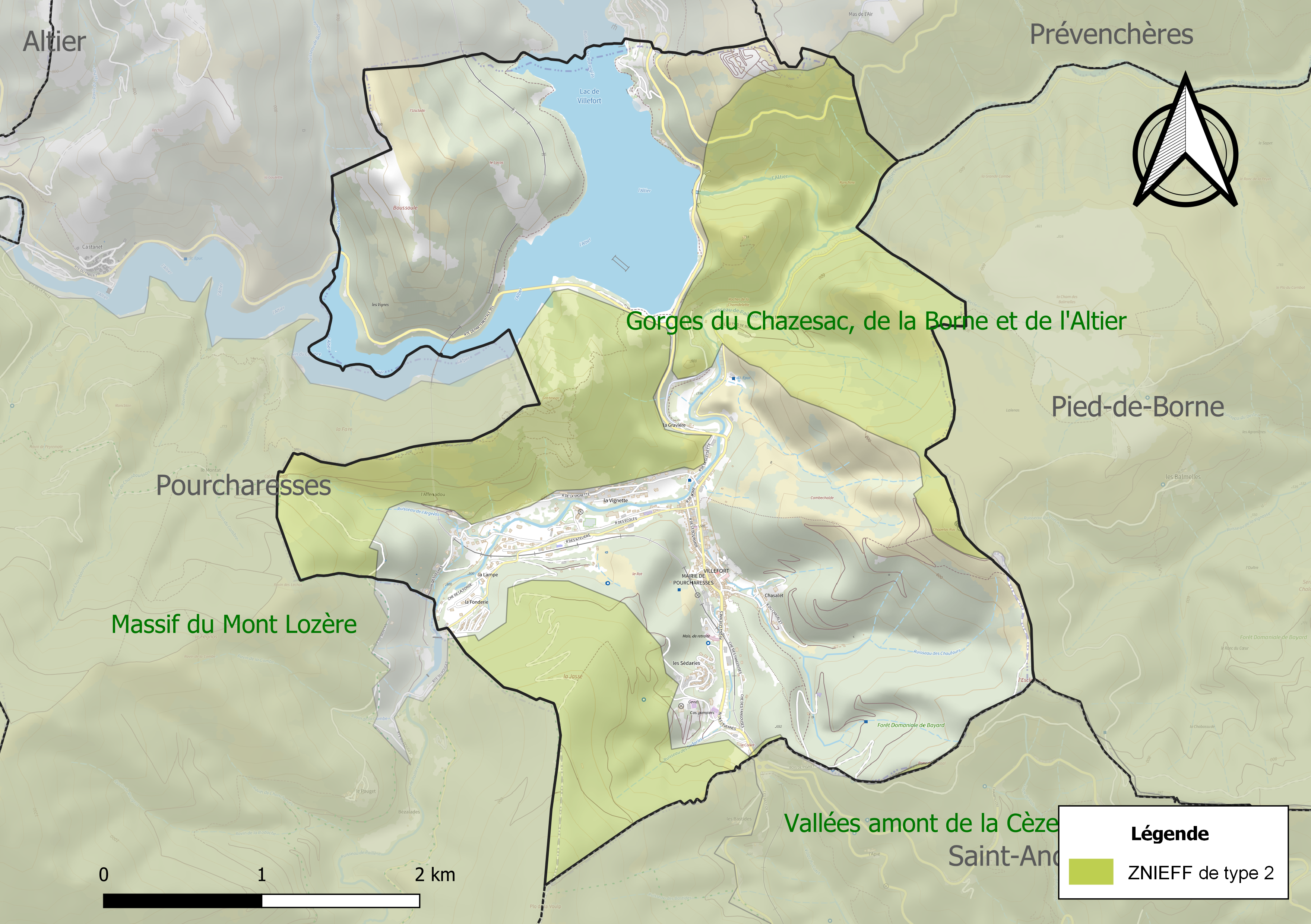
Carte des ZNIEFF de type 2 sur la commune.

## Urbanisme

### Typologie
Au 1er janvier 2024, Villefort est catégorisée commune rurale à habitat dispersé, selon la nouvelle grille communale de densité à sept niveaux définie par l'Insee en 2022.
Elle est située hors unité urbaine et hors attraction des villes,.

### Occupation des sols
L'occupation des sols de la commune, telle qu'elle ressort de la base de données européenne d’occupation biophysique des sols Corine Land Cover (CLC), est marquée par l'importance des forêts et milieux semi-naturels (84,4 % en 2018), une proportion sensiblement équivalente à celle de 1990 (84,9 %). La répartition détaillée en 2018 est la suivante :
forêts (58 %), milieux à végétation arbustive et/ou herbacée (26,4 %), eaux continentales (8,7 %), zones urbanisées (6,9 %). L'évolution de l’occupation des sols de la commune et de ses infrastructures peut être observée sur les différentes représentations cartographiques du territoire : la carte de Cassini (XVIIIe siècle), la carte d'état-major (1820-1866) et les cartes ou photos aériennes de l'IGN pour la période actuelle (1950 à aujourd'hui).

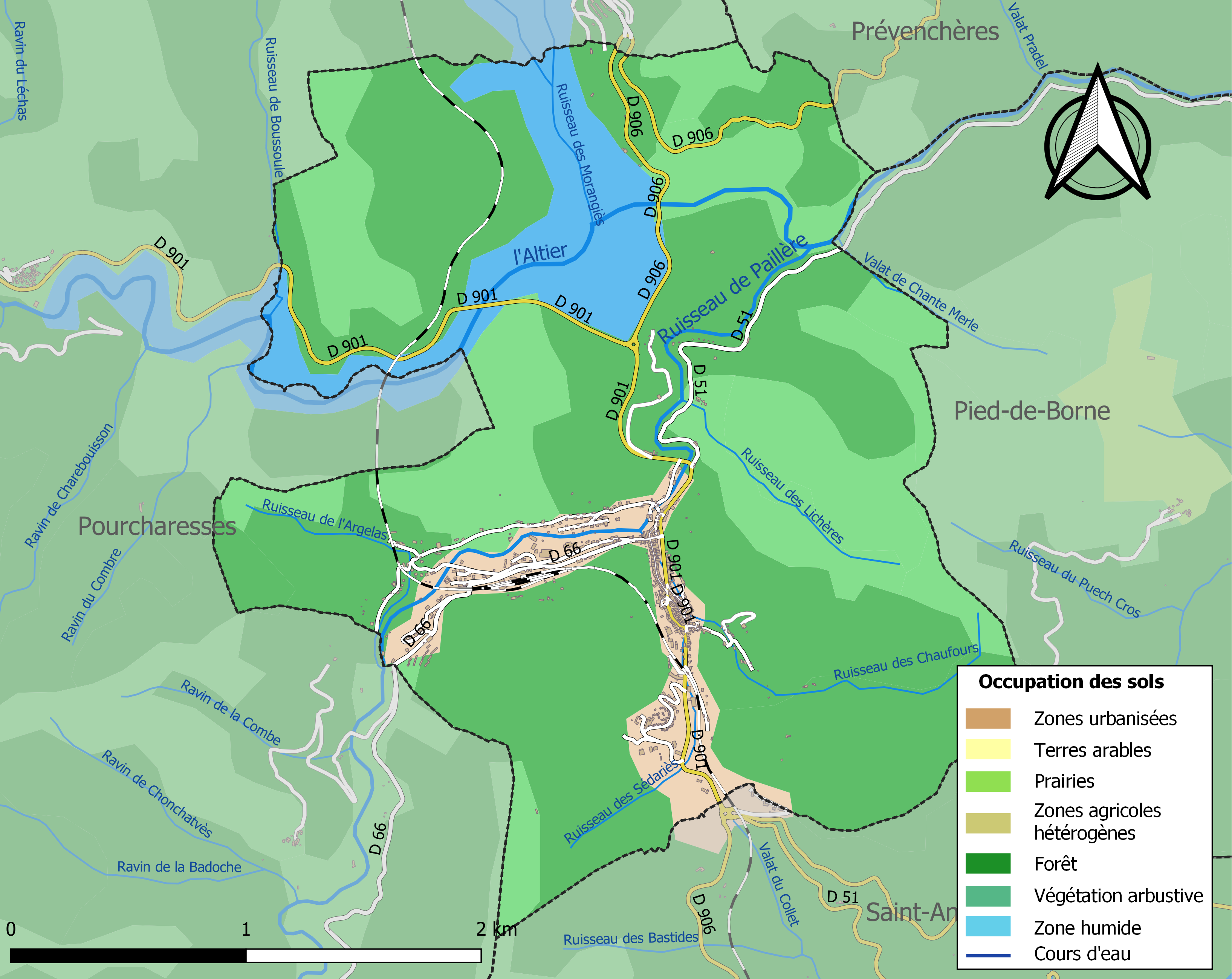
Carte des infrastructures et de l'occupation des sols de la commune en 2018 (CLC).

### Habitat et logement
En 2018, le nombre total de logements dans la commune était de 679, alors qu'il était de 666 en 2013 et de 615 en 2008.
Parmi ces logements, 39,8 % étaient des résidences principales, 36,5 % des résidences secondaires et 23,8 % des logements vacants. Ces logements étaient pour 58,7 % d'entre eux des maisons individuelles et pour 39,7 % des appartements.
Le tableau ci-dessous présente la typologie des logements à Villefort en 2018 en comparaison avec celle de la Lozère et de la France entière. Une caractéristique marquante du parc de logements est ainsi une proportion de résidences secondaires et logements occasionnels (36,5 %) supérieure à celle du département (32,2 %) et à celle de la France entière (9,7 %). Concernant le statut d'occupation de ces logements, 59,2 % des habitants de la commune sont propriétaires de leur logement (56,2 % en 2013), contre 65,6 % pour la Lozère et 57,5 % pour la France entière.
| Typologie                                               | Villefort | Lozère | France entière |
| ------------------------------------------------------- | --------- | ------ | -------------- |
| Résidences principales (en %)                           | 39,8      | 57,4   | 82,1           |
| Résidences secondaires et logements occasionnels (en %) | 36,5      | 32,2   | 9,7            |
| Logements vacants (en %)                                | 23,8      | 10,4   | 8,2            |

### Voies de communication et transports
La commune est desservie par le rail par la gare de Villefort, sur la ligne de Clermont-Ferrand à Nîmes (où passe notamment le train Cévenol). Elle est desservie par des trains TER Occitanie ou TER Auvergne-Rhône-Alpes, qui effectuent des missions entre les gares de Clermont-Ferrand et de Nîmes ou de Montpellier-Saint-Roch ; de Mende et de Nîmes.
Depuis Paris et Marseille, une correspondance est nécessaire à Nîmes.

### Risques majeurs
Le territoire de la commune de Villefort est vulnérable à différents aléas naturels : météorologiques (tempête, orage, neige, grand froid, canicule ou sécheresse), inondations, feux de forêts, mouvements de terrains et séisme (sismicité faible). Il est également exposé à un risque technologique, la rupture d'un barrage, et à un risque particulier : le risque de radon. Un site publié par le BRGM permet d'évaluer simplement et rapidement les risques d'un bien localisé soit par son adresse soit par le numéro de sa parcelle.

### Risques naturels et technologiques
Certaines parties du territoire communal sont susceptibles d’être affectées par le risque d’inondation par débordement de cours d'eau, notamment l'Altier et le ruisseau de Paillère. La commune a été reconnue en état de catastrophe naturelle au titre des dommages causés par les inondations et coulées de boue survenues en 1982, 1992, 1994, 2008 et 2014,.
Villefort est exposée au risque de feu de forêt. Un plan départemental de protection des forêts contre les incendies (PDPFCI) a été approuvé en décembre 2014 pour la période 2014-2023. Les mesures individuelles de prévention contre les incendies sont précisées par divers arrêtés préfectoraux et s’appliquent dans les zones exposées aux incendies de forêt et à moins de 200 mètres de celles-ci. L’arrêté du 23 mars 2018, complété par un arrêté de 2020, réglemente l'emploi du feu en interdisant notamment d’apporter du feu, de fumer et de jeter des mégots de cigarette dans les espaces sensibles et sur les voies qui les traversent sous peine de sanctions. L'arrêté du 23 août 2021, abrogeant un arrêté de 2002, rend le débroussaillement obligatoire, incombant au propriétaire ou ayant droit,,.

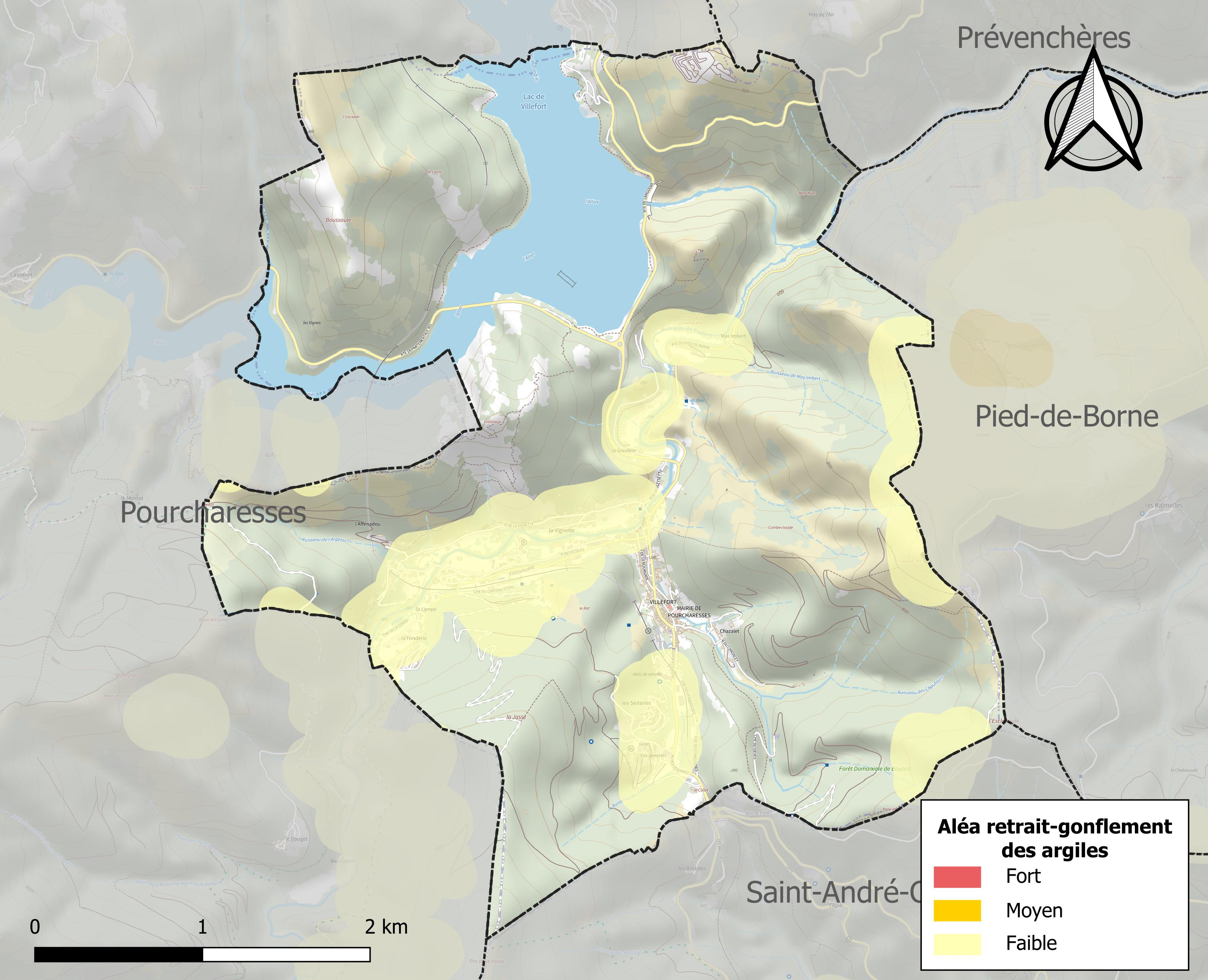
Carte des zones d'aléa retrait-gonflement des sols argileux de Villefort.

Les mouvements de terrains susceptibles de se produire sur la commune sont des éboulements, chutes de pierres et de blocs et des glissements de terrain.
Le retrait-gonflement des sols argileux est susceptible d'engendrer des dommages importants aux bâtiments en cas d’alternance de périodes de sécheresse et de pluie. Aucune partie du territoire de la commune n'est en aléa moyen ou fort (15,8 % au niveau départemental et 48,5 % au niveau national). Sur les 310 bâtiments dénombrés sur la commune en 2019, aucun n'est en aléa moyen ou fort, à comparer aux 14 % au niveau départemental et 54 % au niveau national. Une cartographie de l'exposition du territoire national au retrait gonflement des sols argileux est disponible sur le site du BRGM,.
Par ailleurs, afin de mieux appréhender le risque d’affaissement de terrain, l'inventaire national des cavités souterraines permet de localiser celles situées sur la commune.
Concernant les mouvements de terrains, la commune a été reconnue en état de catastrophe naturelle au titre des dommages causés par des mouvements de terrain en 2019.

#### Risques technologiques
La commune est en outre située en aval du barrage de Villefort, un ouvrage de classe A. À ce titre elle est susceptible d’être touchée par l’onde de submersion consécutive à la rupture de cet ouvrage.

#### Risque particulier
Dans plusieurs parties du territoire national, le radon, accumulé dans certains logements ou autres locaux, peut constituer une source significative d’exposition de la population aux rayonnements ionisants. Certaines communes du département sont concernées par le risque radon à un niveau plus ou moins élevé. Selon la classification de 2018, la commune de Villefort est classée en zone 3, à savoir zone à potentiel radon significatif.

## Toponymie
Vilafòrt en occitan.

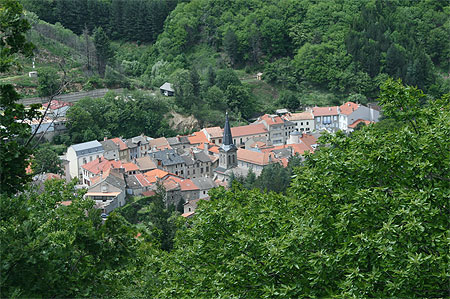
Village de Villefort

De l'occitan vila et de l'adjectif féminin semblable au masculin, fôrt « fortifié, facile à défendre ».

## Histoire

### Temps modernes
Villefort est un lieu de passage important, durement disputé au cours des guerres de religion.[réf. nécessaire]

### Révolution française et Empire
Villefort est chef-lieu du district de Villefort de 1790 à 1795.

### Époque contemporaine
En 1964, la construction du barrage de Bayard apporte à la commune une prospérité nouvelle, bien qu'elle ait été douloureuse : en effet, le village voisin de Bayard est démoli avant d'être englouti par les flots de l'Altier.
Le 24 août 1977, le militant anarchiste Pierre Conty braque l'agence bancaire Crédit agricole à Villefort, raflant 40 000 francs français (22 000 € en 2017) avec deux complices. Leur équipée est surnommée « Les tueurs fous de l'Ardèche ». Dans sa fuite en voiture, Pierre Conty tue trois personnes qui se sont trouvées sur son chemin, d'abord le gendarme Dany Luczac (21 ans) croisé dans une estafette puis une famille de Pont-de-Labeaume en tuant Cyprien Malosse (21 ans) et son père Roland (54 ans) pour voler leur voiture,.

## Politique et administration

### Rattachements administratifs et électoraux

#### Rattachements administratifs
La commune se trouve dans l'arrondissement de Mende du département de la Lozère.
Elle était depuis 1793 le chef-lieu du canton de Villefort. Dans le cadre du redécoupage cantonal de 2014 en France, cette circonscription administrative territoriale a disparu, et le canton n'est plus qu'une circonscription électorale.

#### Rattachements électoraux
Pour les élections départementales, la commune fait partie depuis 2014 du canton de Saint-Étienne-du-Valdonnez.
Pour l'élection des députés, elle fait partie de la circonscription de la Lozère.

### Intercommunalité
Villefort était le siège de la petite communauté de communes de Villefort, un établissement public de coopération intercommunale (EPCI) à fiscalité propre créé fin 2001 et auquel la commune avait transféré un certain nombre de ses compétences, dans les conditions déterminées par le code général des collectivités territoriales.
Dans le cadre des dispositions de la loi portant nouvelle organisation territoriale de la République du 7 août 2015, qui prévoit que les établissements publics de coopération intercommunale (EPCI) à fiscalité propre doivent avoir un minimum de 15 000 habitants, cette intercommunalité a fusionné avec ses voisines pour former, le 1er janvier 2017, la communauté de communes Mont-Lozère, dont est désormais membre la commune.

### Liste des maires
| Période        | Période                        | Identité                   | Étiquette | Qualité                                                                                                 |
| -------------- | ------------------------------ | -------------------------- | --------- | --- |
| 1941           | 1965                           | Henri Almeras              |           | |
| 1965           | 1971                           | Jacques Achard             |           | |
| 1971           | 1977                           | Henri Almeras              |           | |
| 1977           | 1989                           | Louis Portanier            |           | |
| 1989           | 2001                           | Christian Fournier         |           | |
| 2001           | mars 2014                      | Jean-Luc Jean              | DVG       | |
| mars 2014      | novembre 2016                  | Florence Lepetit           |           | Démissionnaire                                                                                          |
| novembre 2016  | 25 mai 2022                    | Alain Lafont,              | DVG       | Policier retraité Conseiller départemental de Saint-Étienne-du-Valdonnez (2021 → 2022) Mort en fonction |
| septembre 2022 | En cours (au 16 décembre 2022) | Jean-Claude Bajac-Leyantou |           | Employé retraité                                                                                        |

## Équipements et services publics

### Enseignement
La commune administre une école maternelle et élémentaire publique. Le département gère un collège.

## Population et société

### Démographie

#### Évolution démographique
L'évolution du nombre d'habitants est connue à travers les recensements de la population effectués dans la commune depuis 1793. Pour les communes de moins de 10 000 habitants, une enquête de recensement portant sur toute la population est réalisée tous les cinq ans, les populations de référence des années intermédiaires étant quant à elles estimées par interpolation ou extrapolation. Pour la commune, le premier recensement exhaustif entrant dans le cadre du nouveau dispositif a été réalisé en 2006.

En 2022, la commune comptait 617 habitants, en évolution de +12,39 % par rapport à 2016 (Lozère : +0,11 %, France hors Mayotte : +2,11 %).
| 1793  | 1800  | 1806  | 1821  | 1831  | 1836  | 1841  | 1846  | 1851  |
| ----- | ----- | ----- | ----- | ----- | ----- | ----- | ----- | ----- |
| 1 257 | 1 271 | 1 394 | 1 285 | 1 516 | 1 640 | 1 625 | 1 566 | 1 674 |

| 1856  | 1861  | 1866  | 1872  | 1876  | 1881  | 1886  | 1891  | 1896  |
| ----- | ----- | ----- | ----- | ----- | ----- | ----- | ----- | ----- |
| 1 538 | 1 539 | 1 943 | 1 638 | 1 535 | 1 455 | 1 418 | 1 462 | 1 201 |

| 1901  | 1906  | 1911  | 1921 | 1926 | 1931 | 1936 | 1946 | 1954 |
| ----- | ----- | ----- | ---- | ---- | ---- | ---- | ---- | ---- |
| 1 139 | 1 111 | 1 107 | 923  | 908  | 906  | 935  | 868  | 882  |

| 1962  | 1968 | 1975 | 1982 | 1990 | 1999 | 2006 | 2011 | 2016 |
| ----- | ---- | ---- | ---- | ---- | ---- | ---- | ---- | ---- |
| 1 505 | 946  | 785  | 791  | 700  | 620  | 639  | 598  | 549  |

| 2021 | 2022 | - | - | - | - | - | - | - |
| ---- | ---- | - | - | - | - | - | - | - |
| 594  | 617  | - | - | - | - | - | - | - |

#### Pyramide des âges
La population de la commune est relativement âgée.
En 2018, le taux de personnes d'un âge inférieur à 30 ans s'élève à 20,2 %, soit en dessous de la moyenne départementale (29,7 %). À l'inverse, le taux de personnes d'âge supérieur à 60 ans est de 45,0 % la même année, alors qu'il est de 32,5 % au niveau départemental.
En 2018, la commune comptait 265 hommes pour 281 femmes, soit un taux de 51,47 % de femmes, légèrement supérieur au taux départemental (50,04 %).
Les pyramides des âges de la commune et du département s'établissent comme suit.
| Hommes | Classe d’âge | Femmes |
| ------ | ------------ | ------ |
| 4,1    | 90 ou +      | 8,6    |
| 13,2   | 75-89 ans    | 18,9   |
| 23,0   | 60-74 ans    | 22,1   |
| 25,2   | 45-59 ans    | 22,3   |
| 10,0   | 30-44 ans    | 11,9   |
| 11,2   | 15-29 ans    | 11,0   |
| 13,3   | 0-14 ans     | 5,2    |

| Hommes | Classe d’âge | Femmes |
| ------ | ------------ | ------ |
| 1      | 90 ou +      | 2,8    |
| 9,1    | 75-89 ans    | 11,8   |
| 21,6   | 60-74 ans    | 21,1   |
| 21,5   | 45-59 ans    | 20,2   |
| 16,3   | 30-44 ans    | 15,9   |
| 15,5   | 15-29 ans    | 13,6   |
| 15     | 0-14 ans     | 14,6   |

### Cultes
Les fidèles catholiques disposent de l'église Saint-Victorin.

## Économie

### Revenus
En 2018, la commune compte 275 ménages fiscaux, regroupant 498 personnes. La médiane du revenu disponible par unité de consommation est de 19 240 € (20 420 € dans le département).

### Emploi
|                | 2008  | 2013  | 2018  |
| -------------- | ----- | ----- | ----- |
| Commune        | 5,9 % | 8,3 % | 8,8 % |
| Département    | 5 %   | 6,4 % | 7,1 % |
| France entière | 8,3 % | 10 %  | 10 %  |

En 2018, la population âgée de 15 à 64 ans s'élève à 296 personnes, parmi lesquelles on compte 74,1 % d'actifs (65,3 % ayant un emploi et 8,8 % de chômeurs) et 25,9 % d'inactifs,. Depuis 2008, le taux de chômage communal (au sens du recensement) des 15-64 ans est supérieur à celui du département, mais inférieur à celui de la France.
La commune est hors attraction des villes,. Elle compte 305 emplois en 2018, contre 298 en 2013 et 314 en 2008. Le nombre d'actifs ayant un emploi résidant dans la commune est de 195, soit un indicateur de concentration d'emploi de 156,2 % et un taux d'activité parmi les 15 ans ou plus de 44,8 %.
Sur ces 195 actifs de 15 ans ou plus ayant un emploi, 133 travaillent dans la commune, soit 68 % des habitants. Pour se rendre au travail, 67,4 % des habitants utilisent un véhicule personnel ou de fonction à quatre roues, 1,5 % les transports en commun, 18,3 % s'y rendent en deux-roues, à vélo ou à pied et 12,7 % n'ont pas besoin de transport (travail au domicile).

## Culture locale et patrimoine

### Lieux et monuments

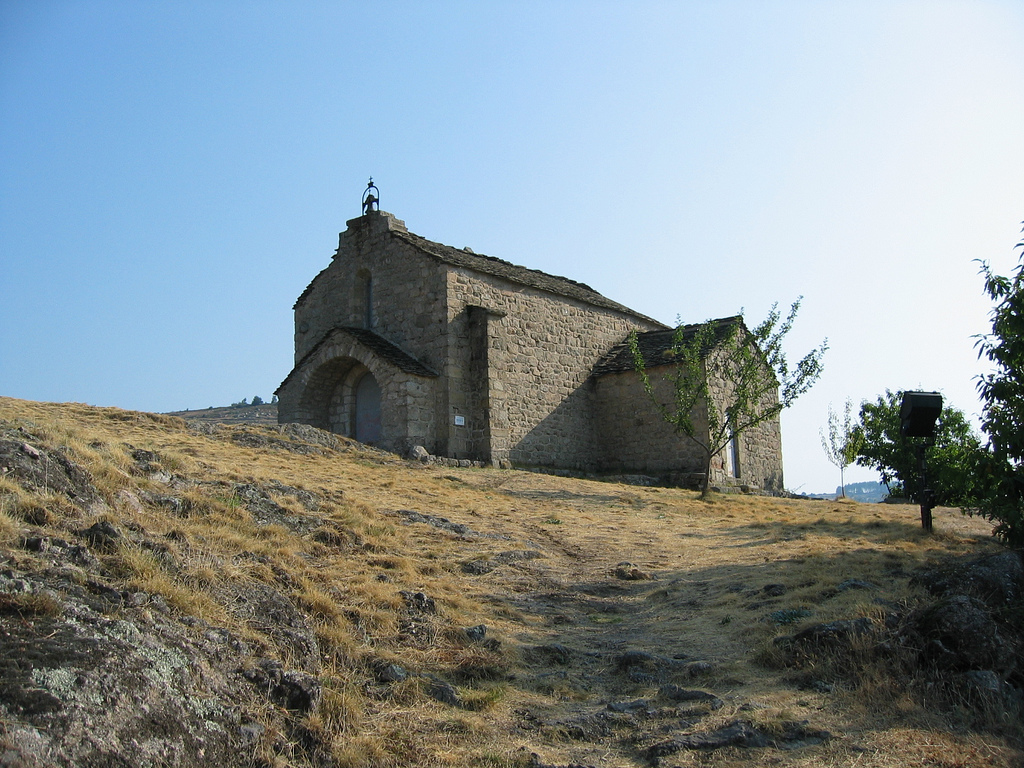
La chapelle Saint-Loup.

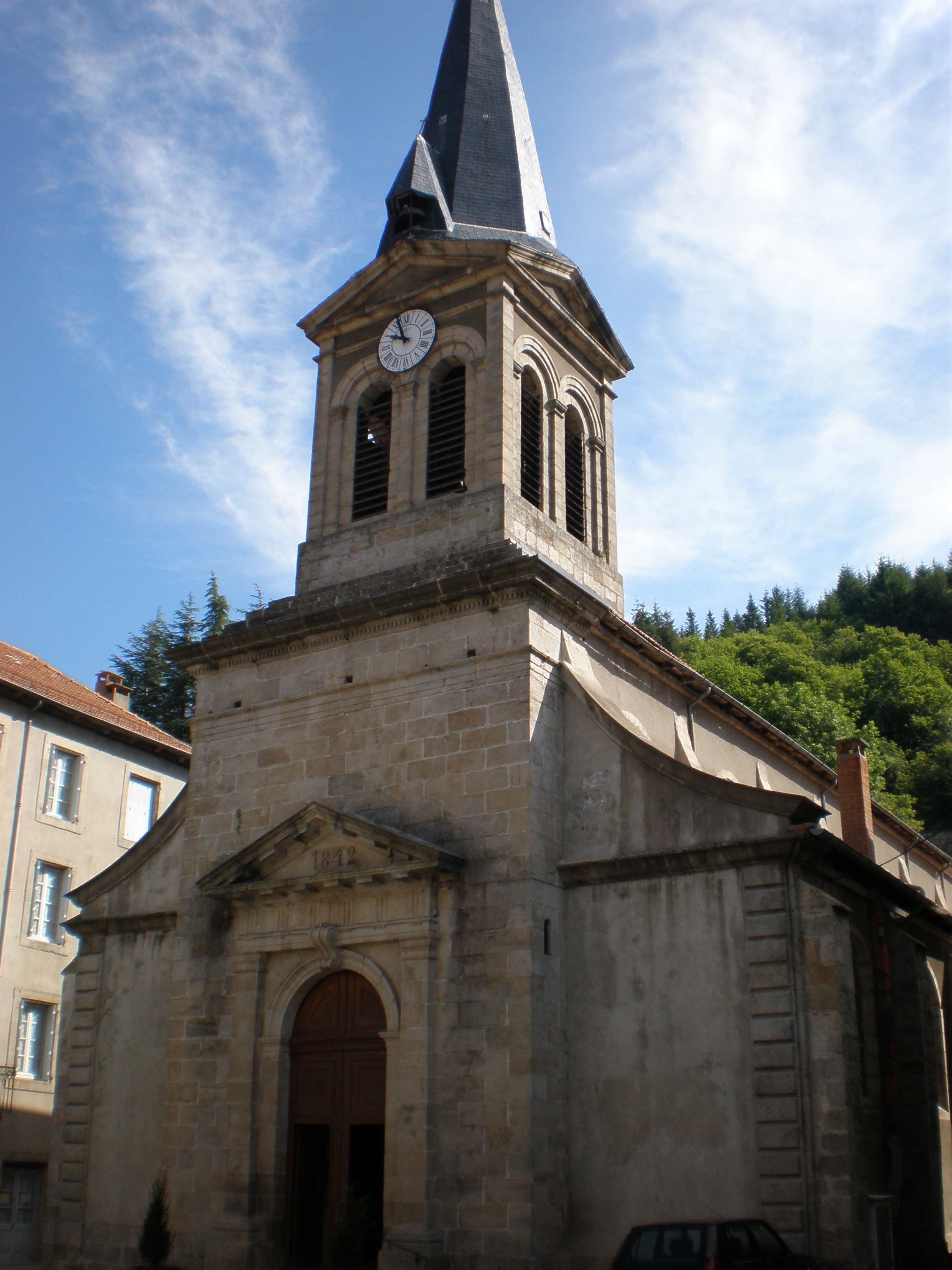
L'église paroissiale Saint-Victorin.

- Le barrage et retenue de Bayard sur l'Altier : d'une superficie de 127 hectares et d'une capacité de 37 millions de m3, il alimente l'usine hydroélectrique de Pied-de-Borne.
- Le viaduc ferroviaire sur l'Altier conçu par l'ingénieur Charles Dombre.
- Le château de Castanet, à la pointe du lac sur la route de Mende.
- Le belvédère du Chassezac, à la Garde-Guérin, sur la route de Langogne.
- La chapelle Saint-Loup-et-Saint-Roch de Villefort du XVIIe siècle.
- L'église paroissiale Saint-Victorin de Villefort (XIXe siècle). L'église est dédiée à saint Victorin[45]. L'édifice est référencé dans la base Mérimée et à l'Inventaire général Région Occitanie[46].
- Le village du Pouget, à 3 km en direction du Mas de la Barque.
- Maison gothique.

### Personnalités liées à la commune
- Jacques Bonnet (1733-1805), prêtre et homme politique né et décédé à Villefort, député du clergé aux États Généraux de 1789.
- Charles Luc Paulin Clément Borrelli (1771-1849), général français ;
- Odilon Barrot (1791-1873), homme politique français ;
- Pierre Conty (1946), anarchiste de Chanéac (Ardèche), tue trois personnes, au cours de sa fuite après le braquage du Crédit agricole de Villefort, le 24 août 1977 ; il est condamné à mort par contumace.

### Héraldique
| Blason de Villefort (Lozère) | Blason  | D'azur au huchet contourné d'argent, lié et enguiché de gueules, accompagné de trois molettes d'or. |
| Blason de Villefort (Lozère) | Détails | Le statut officiel du blason reste à déterminer.                                                    |

## Pour approfondir